# Lisa St Aubin de Terán
Lisa Saint Aubin de Terán, właśc. Lisa Gioconda Saint Aubin de Téran (ur. 2 października 1953 w Londynie) – angielska pisarka, dziennikarka, działaczka społeczna, autorka wielu powieści oraz utworów o charakterze biograficznym.

## Życiorys
Lisa Saint Aubin de Terán urodziła się w 1953 roku. Jej matką była nauczycielka Joan Mary Murray (+1981), a ojcem pisarz i naukowiec z Gujany Brytyjskiej Jan Carew. Wychowała się w Clapham, w południowym Londynie. Uczęszczała tam do szkoły dla dziewcząt Jamesa Allena. Jej pamiętnik, Hacienda (1998), opisuje początki małżeństwa z wenezuelskim ziemianinem, Jaime Terán, który prowadził działalność opozycyjną. Pierwszy rok spędzili wspólnie w Europie, ukrywając się i często zmieniając miejsca pobytu, podróżując głównie koleją. Po tym okresie siedem lat mieszkali w odległej posiadłości w Andach w Wenezueli. Tam też ujawniła się choroba umysłowa jej męża, która doprowadziła do rozpadu ich małżeństwa.
Jej drugim mężem został znany szkocki poeta i prozaik George MacBeth (1932 – 1992). W czasie trwania tego małżeństwa opublikowała swoją pierwszą powieść Keepers of the House (1982), uzyskując za nią nagrodę Somerset Maugham Award i miejsce na liście Granta "Best of Young British Novelists" lista 1983, wydanie nr 7). W 1983 napisała również na motywach autobiograficznych powieść The Slow Train to Milan (tłum. pol. Osobowy do Mediolanu), literacko przetwarzając kolejową włóczęgę z pierwszym mężem i jego towarzyszami. Za utwór ten otrzymała nagrodę John Llewellyn Rhys Prize. W tym samym roku przeniosła się do Wiggenhall St Mary Magdalen w Norfolk. Po tym, jak jej drugie małżeństwo dobiegło końca, zamieszkała we Włoch.
Wraz z trzecim mężem, którym był malarz Robbie Duff-Scott (ur. 1959) przeniosła się do Włoch, najpierw do Wenecji, a następnie do Umbrii, opisując ten etap życia w powieści, Venice: The Four Seasons, 1992 i A Valley in Italy (1995).
Iseult Terán (ur. 1973) również pisarka, jest jej córką z pierwszego małżeństwa. Alexander Morton George MacBeth to syn z drugiego małżeństwa, a Florence Duff-Scott to córka z trzeciego małżeństwa. Obecnie Lisa St Aubin mieszka ze swoim partnerem, fotografem Mees van Deth w Mossuril, w prowincji Nampula w Mozambiku.

## Twórczość literacka
Jej aktywność pisarska obejmuje powieści i pamiętniki (w tym Memory Maps z 2003 roku), zbiory opowiadań i wierszy. Napisała także powieść biograficzną  Otto, opublikowaną w 2006 roku, poświęconą osobie Oswaldo Barreto Miliani, który wiele lat był towarzyszem jej męża jako działacz rewolucyjny, angażując się w przemiany polityczne w licznych krajach.
Lisa St Aubin de Terán pracuje również jako podróżująca dziennikarka głównie dla czasopism The Observer, The Guardian, The Telegraph, The Times, The Independent, The New York Times, Vanity Fair, Marie Claire, Cosmopolitan. W trakcie swoich podróży odwiedziła m.in. Mali, Mozambik, wyspy St Kitts and Nevis, Brazylię i Wenezuelę.

## Działalność społeczna
Po zamieszkaniu w Mozambiku wraz ze swoim partnerem utworzyła fundację Terán Foundation. Ten etap swego życia opisała w Mozambique Mysteries (2007).
Pierwszy projekt Fundacji Terán polegał na utworzeniu w Mozambiku szkoły turystyki, The College of Tourism and Agriculture (CTCA) w Cabaceira Grande, funkcjonował w latach 2004 – 2010, zanim został odsprzedany rządowi. Drugim jest restauracja i pensjonat, Sunset Boulevard, który działa jako baza szkoleniowa organizacji non-profit w Mossuril. Trzeci projekt o charakterze budowlanym, The Leopard Spot, jest w trakcie tworzenia w Milange, na granicy z Malawi.

## Utwory opublikowane
- Keepers of the House (powieść), 1982
- The Slow Train to Milan, (powieść) 1983, wyd. pol. Osobowy do Mediolanu, Warszawa 1989, (tłum. Blanka Kwiecińska-Kluczborska) wyd. niem.
- The Tiger, 1984
- The High Place (poezje), 1985
- The Bay of Silence, 1986
- Black Idol, 1987
- The Marble Mountain and other stories (opowiadania), 1989
- Joanna, 1990
- Off the Rails: Memoirs of a Train Addict (wspomnienia), 1990
- Nocturne, 1992, wyd. pol. Nokturn, Warszawa 1995 (tłum. Łukasz Nicpan)
- Venice: The Four Seasons, 1992
- The Tiger, 1994
- A Valley in Italy, (wspomnienia) 1995
- The Hacienda (wspomnienia), 1998
- The Palace, 1998
- Indiscreet Journeys: Stories of Women on the Road (redakcja), 1990
- Southpaw (opowiadania), 1999
- Virago Book of Wanderlust and Dreams (antologia), 1999
- Elements of Italy, (wybór tekstów) (redakcja) 2001
- Memory Maps, (wspomnienia) 2003
- Swallowing Stones, 2004
- Otto, 2006
- Mozambique Mysteries, (wspomnienia) 2007